# جبهه شمالی (شوروی)
جبهه شمالی (روسی: Северный фронт) جبهه‌ای از ارتش سرخ در طول جنگ جهانی دوم بود.
جبههٔ شمالی در ۲۴ ژوئن ۱۹۴۱ از منطقه نظامی لنینگراد تشکیل شد. هدف اصلی از تشکیل این جبهه دفاع از شبه‌جزیره کولا و سواحل شمالی خلیج فنلاند بود. در ۲۳ اوت ۱۹۴۱، نیروهای این جبهه به دو جبههٔ کارلیان و لنینگراد تقسیم شدند. سپهبد مارکیان ام. پوپوف فرماندهی این جبهه را در طول سه ماه عمر آن بر عهده داشت.
ساختار عمدهٔ نیروهای این جبهه بر پایه لشکرهای ارتش هفتم، ارتش چهاردهم و بیست و سوم و ارتش اوپولچنیای خلق لنینگراد بنا شده‌بود. سایر نیروها شامل سپاه تفنگ‌داران، دو سپاه مکانیزه، هفده لشکر تفنگی، چهار لشکر تانک، دو لشکر تفنگ‌دار موتوری، هشت هنگ توپخانه‌ای ذخیره بالاترین فرماندهی، هشت لشکر هوایی (از جمله یک لشکر هوایی عینی)، هفت منطقه مستحکم، یک موضع مستحکم و سیزده گردان مسلسل می‌شدند.

سازماندهی نیروهای جبهه شمالی تا ۲۲ ژوئن ۱۹۴۱

صف‌آرایی جبهه شمالی شامل زیرواحدهای زیر می‌شد: